# Jean Ricardou
Jean Ricardou (Cannes, 17 giugno 1932 – Cannes, 23 luglio 2016) è stato uno scrittore e critico letterario francese.

## Biografia
Allievo dell'École normale primaire che ha completato nel 1951, è stato precettore fino al 1961 e docente di liceo fino al 1977. Nel 1982 ha sostenuto una tesi di dottorato in letteratura francese.
Il suo impegno nella letteratura è marcato dall'incontro con Alain Robbe-Grillet nel 1958. Dal 1962 al 1971 ha fatto parte della redazione di "Tel Quel" e scritto anche su "Poétique". È considerato tra i teorici più noti del Nouveau Roman.
Ha elaborato una teoria detta "textique" per lo studio dell'intelligibilità delle strutture multiple dei testi scritti, non per forza narrativi, che si occupa, a partire da seminari del Collège international de philosophie degli anni 1980 poi spostati al Centre culturel international de Cerisy-la-Salle di sviluppare concetti disciplinari intorno al lavoro di scrittura e lettura dei testi.

## Opere
- L'observatoire de Cannes (Éditions de Minuit, 1961); nuova ed. con l'aggiunta di altri scritti et di una prefazione: Les Impressions nouvelles, "Intégrale Jean Ricardou" tome 1, 2018, ISBN 978-2-87449-597-7
- Un ordine dans la débâcle, in Claude Simon, La route des Flandres (10/18, 1963)
- La prise de Constantinople (Minuit, 1965) - Prix Fénéon; nuova ed. con l'aggiunta di altri scritti et di una prefazione: Les Impressions nouvelles, "Intégrale Jean Ricardou" tome 2, 2018, ISBN 978-2-87449-616-5
- Problèmes du Nouveau Roman (Éditions du Seuil, 1967); nuova ed. con l'aggiunta di altri scritti et di una prefazione: Les Impressions nouvelles, "Intégrale Jean Ricardou" tome 3, 2019, ISBN 978-2-87449-645-5
- Les chemins actuels de la critique (a cura di), colloqui del 2-12 settembre 1966 diretti da Georges Poulet (Plon, 1967)
- Les lieux-dits, petit guide d'un voyage dans le livre (Gallimard, 1969; 10/18, 1972); nuova ed. con l'aggiunta di altri scritti et di una prefazione: Les Impressions nouvelles, "Intégrale Jean Ricardou" tome 4, 2019, ISBN 978-2-87449-674-5
- Révolutions minuscules (Gallimard, 1971; nuova ed. allargata: Révélations minuscules, en guise de préface, à la gloire de Jean Paulhan, Les Impressions nouvelles, 1988); nuova ed. con l'aggiunta di altri scritti et di una prefazione: Les Impressions nouvelles, "Intégrale Jean Ricardou" tome 5, 2019, ISBN 978-2-87449-692-9
- Pour une théorie du Nouveau Roman (Seuil, 1971); nuova ed. con l'aggiunta di altri scritti et di una prefazione: Les Impressions nouvelles, "Intégrale Jean Ricardou" tome 5, 2019, ISBN 978-2-87449-692-9
- Le Nouveau Roman, Seuil, 1973; nuova ed. con l'aggiunta di una prefazione e del saggio Les raisons de l'ensemble, ivi, 1990); nuova ed. con l'aggiunta di altri scritti et di una prefazione: Les Impressions nouvelles, "Intégrale Jean Ricardou" tome 6, 2020, ISBN 978-2-87449-788-9
- Claude Simon. Analyse, theorie (a cura di), colloqui del 1-8 luglio 1974 (10/18, 1975); nuova ed. con l'aggiunta di altri scritti et di una prefazione: Les Impressions nouvelles, "Intégrale Jean Ricardou" tome 7, 2021, ISBN 978-2-87449-884-8
- Alain Robbe-Grillet. Analyse, theorie (a cura di) (10/18, 1976); nuova ed. con l'aggiunta di altri scritti et di una prefazione: Les Impressions nouvelles, "Intégrale Jean Ricardou" tome 7, 2021, ISBN 978-2-87449-884-8
- L'ordine e la disfatta e altri saggi di teoria del romanzo, antologia italiana, trad. di Roberto Rossi (Cosenza: Lerici, 1976)[3]
- Nouveaux problèmes du Roman (Seuil, 1978)
- Le théâtre des métamorphoses (Seuil, 1982)
- Problemes actuels de la lecture (a cura di, con Lucien Dallenbach), colloqui del 21-31 luglio 1979 (Clancier-Guenaud, 1982)
- La cathédrale de Sens (Les Impressions nouvelles, 1988)
- Une maladie chronique (Les Impressions nouvelles, 1989)
- Intelligibilité structurale du trait (Les Impressions nouvelles, "Cahiers de textique" n° 2, 2012)
- Grivèlerie (Les impressions nouvelles, "Cahiers de textique" n° 3, 2012)